# Notre-Dame-de-Livaye
Notre-Dame-de-Livaye é uma comuna francesa na região administrativa da Normandia, no departamento Calvados. Estende-se por uma área de 2,66 km². Em 2010 a comuna tinha 116 habitantes (densidade: 43,6 hab./km²).